# Snežná diera
Snežná diera je propast a jeskyně a stejnojmenná národní přírodní památka ve správě příspěvkové organizace Správa slovenských jeskyní. Nachází se v katastrálním území obce Bôrka v okrese Rožňava v Košickém kraji na Slovensku, na území národní přírodní rezervace Havrania skala. Území bylo vyhlášeno v roce 1996.
Lokalitu propátrali poprvé v roce 1955. Sestává z propasti, hluboké 23 metrů a následné jeskyně, dlouhé 45 metrů. Jeskyně je puklinová, s výškou 10 až 20 metrů, vznikla ve světlých wettersteinských vápencích. Jeskyně má režim tzv. dynamická ledová jeskyně. Led se tu drží celý rok. Led, který zde vzniká, vytváří povlak na stěnách a krápníky. V srpnu je zde teplota vzduchu kolem 0,25 °C. Pro veřejnost není jeskyně přístupná.
V roce 1995 se spolu s dalšími památkami stala součástí Světového dědictví UNESCO pod názvem „Jeskyně Aggteleckého krasu a Slovenského krasu“.